# Joseph Ashton
Joseph Ashton Valencia (contea di Butte, 18 novembre 1986) è un attore e doppiatore statunitense.

## Biografia

### Vita personale
Nato nella Contea di Butte, in California, ha un fratello maggiore Mathew Valencia, che fa il doppiatore. È stato studente alla scuola superiore Diamond Bar High School ed ha partecipato ai Giochi olimpici Developmental Soccer Team.
Attualmente frequenta l'Università di La Verne ed è anche l'allenatore di football per i ragazzi alla Diamond Bar High School ed è egli stesso giocatore di calcio per la sua squadra del college. Joseph è anche un membro attivo della Phi Delta Theta Fraternità.

### Carriera
Ha esordito nel 1994, nel film Piccole canaglie. È apparso anche in alcune serie televisive con ruoli secondari quali Walker Texas Ranger, E.R. - Medici in prima linea, Martial Law. 
Dal 2004 Joseph Ashton Valencia non lavora più nel cinema.

## Filmografia parziale
- Piccole canaglie (The Little Rascals), regia di Penelope Spheeris (1994)
- The Education of Little Tree, regia di Richard Friedenberg (1997)
- Asylum, regia di James Seale (1997)
- Walker Texas Ranger (Walker, Texas Ranger) - serie TV, episodio 5x23 (1997)
- Slappy - Le avventure di una foca in fuga, regia di Barnet Kellman (1998)
- Più forte ragazzi (Martial Law) - serie TV, episodio 1x13 (1999)
- Rocket Power - E la sfida continua... (Rocket Power) - serie TV (1999)
- E.R. - Medici in prima linea (ER) - serie TV, episodio 8x07 (2001)
- Where the Red Fern Grows, regia di Lyman Dayton e Sam Pillsbury (2003)